# Jocelyn Bartram
Jocelyn Margaret Bartram (Albury, 4 de mayo de 1993) es una jugadora australiana de hockey sobre césped.

## Trayectoria
Bartram debutó con la selección australiana en 2016. En 2022 participó en el Mundial de Tarrasa y Amstelveen. En el torneo derrotó a España en cuartos de final, pero perdió en semifinales ante Países Bajos. Ganó el partido por el tercer lugar ante Alemania. En 2023 terminó en tercera posición de la Pro League. Tuvo su primera participación olímpica en los Juegos Olímpicos de París 2024. Terminó primera de su grupo, pero perdió contra China en cuartos de final.